# Waipango
Le village de Waipango est une localité, située dans l’Île du Sud de la Nouvelle-Zélande.

## Situation
C’est une installation formée de fermes dans la région du Southland
, située sur une zone plate entre la partie inférieure du trajet de la rivière Pourakino et celui du fleuve Aparima.
Elle est localisée à 8 km au nord-ouest de la ville de  Riverton, à 14 km sud-ouest de Thornbury, à 14 km au nord-est du village de Colac Bay. 

## Toponymie
Le nom signifie  lit.: Wai: eau, torrent ; pango: noir .